# Epitelio olfattivo
L'epitelio olfattivo è un particolare tipo di epitelio di rivestimento, appartenente alla sottoclasse degli epiteli sensoriali o neuroepiteli, che hanno la specifica funzione di recepire stimoli provenienti sia dall'ambiente esterno che dall’interno del nostro organismo e inviarli alla corteccia cerebrale per permettere la loro elaborazione. Da un punto di vista di più specifico l’epitelio olfattivo è un epitelio cilindrico pseudo-stratificato, proprio della mucosa olfattiva che ricopre la volta delle cavità nasali.
È costituito da tre tipi cellulari: cellule olfattive (o neuroni sensoriali olfattivi), vere e proprie cellule nervose che permettono la percezione sensoriale delle molecole odorose, cellule di sostegno (o sustentacolari), con funzione trofica e di supporto meccanico e cellule basali, cellule staminali disposte lungo la lamina basale dell’epitelio. Lo spessore dell’epitelio è inoltre attraversato dal dotto delle ghiandole olfattive o ghiandole di Bowman, ghiandole sierose che si trovano nella lamina propria della mucosa olfattiva, al di sotto dell’epitelio stesso e riversano il loro secreto sulla sua superficie.

## Disposizione e rapporti
L’epitelio olfattivo si trova in corrispondenza della mucosa che riveste la regione apicale delle cavità nasali, precisamente a livello delle pareti mediali e laterali. La superficie totale della mucosa olfattiva umana non è particolarmente estesa, infatti copre una regione limitata pari a 2,5 cm2 circa per narice. Negli animali, invece, la superficie può raggiungere 150 cm2 poiché sono dotati di un senso dell’olfatto notevolmente più acuto.

## Innervazione
L’epitelio olfattivo è la zona dove avviene la captazione delle molecole odorose. Quest'ultime una volta legate dal loro recettore tramite un meccanismo di chemio-trasduzione, innescano nelle cellule olfattive uno stimolo elettrico che giunge fino all’area olfattiva del corteccia cerebrale, così da rendere cosciente la percezione olfattiva. Tutto questo percorso è chiamato via olfattiva.
La via olfattiva ha perciò inizio con le cellule olfattive: queste dalla loro sede periferica nella mucosa olfattiva proiettano i loro assoni attraverso la lamina cribrosa dell’osso etmoide fino al bulbo olfattivo in forma di fascetti nervosi costituenti il nervo olfattivo e a questo livello sinaptano con le cellule mitrali del bulbo stesso, formando strutture dette glomeruli olfattivi. Dalle cellule mitrali si originano fibre nervose mieliniche, queste si riuniscono a costituire il tratto olfattivo, che si estende fino alla sostanza perforata dove, una volta raggiunta la sua estremità posteriore si divide in due, stria olfattiva laterale e stria olfattiva mediale. 
Proseguendo il loro decorso, sia il tratto olfattivo che le strie, cedono fibre alla corteccia cerebrale del peduncolo e a quella delle due circonvoluzioni olfattive, laterale e mediale. In particolare la stria mediale raggiunge, la parte mediale della sostanza perforata, il trigono olfattivo e il setto pellucido. Da queste tre regioni origina un sistema di fibre nervose, che passando per dei nuclei dell’ippocampo periventricolare, giungono ai nuclei motori somatici e viscerali dei nervi: trigemino, faciale, vago e glossofaringeo. Queste fibre costituiscono la via olfattiva riflessa, che controlla la contrazione della muscolatura liscia del tratto digerente e di alcuni muscoli striati coinvolti nella deglutizione e nella masticazione. Regola inoltre anche la secrezione delle ghiandole salivari, gastriche ed enteriche.
La stria laterale si dirige profondamente al solco laterale e da qui si dipartono una serie di fasci che raggiungono la corteccia piriforme, la corteccia entorinale e parte dell’amigdala. La corteccia piriforme insieme alla corteccia periamigdaloidea, rappresenta l’area olfattiva primaria, la quale tramite il talamo ritrasmette alla corteccia orbitofrontale, dove avviene la percezione cosciente dell’odore. La corteccia entorinale costituisce l’area associativa, anch’essa riproietta alla corteccia orbitofrontale tramite il nucleo talamico e inoltre proietta all’ippocampo, in modo da costituire una memoria delle informazioni olfattive. Infine l'amigdala, non solo ritrasmette alla corteccia orbitofrontale tramite il talamo, ma proietta anche all’area dove è localizzato il centro della fame, l’area ipotalamica laterale.

## Struttura
Sotto il profilo strutturale l’epitelio olfattivo è costituito da tre tipi di cellule: cellule olfattive, cellule basali e cellule di sostegno. Intercalate tra le cellule si trovano le ghiandole olfattive dette anche ghiandole di Bowman.

### Cellule olfattive
Le cellule olfattive (o neuroni sensoriali) sono neuroni bipolari con un corpo del diametro di 5-7 µm, localizzato nella regione intermedia dello spessore dell’epitelio olfattivo. Il corpo cellulare si assottiglia e si allunga verso la superficie dell’epitelio olfattivo, sulla quale si affaccia con un’espansione a bottone, detta bulbo o vescicola olfattiva, provvista di stereociglia; dal lato opposto, dal corpo cellulare si diparte un prolungamento assonico, o neurite, che attraversa la lamina propria della mucosa olfattiva e si dirige verso il bulbo olfattivo, definito prolungamento assonico.
Il bulbo dendritico o vescicola olfattiva appare ricco di mitocondri e contiene alcuni corpuscoli basali, da cui si dipartono numerose stereociglia, tra le 10 e le 30, con ognuna una lunghezza di circa 100 µm e uno spessore di 50 nm. Queste stereociglia che tappezzano tutta la superficie epiteliale disponendosi parallelamente ad essa, sono prive di motilità e hanno la funzione di ricezione sensoriale dei composti chimici odorosi, grazie a specifici chemiorecettori di cui sono dotate.
Il sottile prolungamento assonico che si diparte dalla porzione basale della cellula olfattiva, è amielinico e si dirige verso il connettivo sottostante, dove si unisce insieme ad altri assoni a formare un fascio. Quest'ultimo attraversa successivamente la lamina cribrosa dell’osso etmoide e le tre meningi encefaliche per giungere nel bulbo olfattivo. I vari fascetti di assoni sono chiamati filamenti o filuzzi olfattivi e nel loro insieme costituiscono il nervo olfattivo.

### Cellule basali
Le cellule basali sono piccole cellule di forma cuboidale localizzate a livello dello strato basale dell’epitelio olfattivo. Sono caratterizzate da un nucleo posto più in basso rispetto alle altre cellule e un citoplasma povero di organelli, tipico delle cellule staminali. Queste cellule rappresentano infatti il compartimento staminale dell’epitelio, poiché in grado di differenziarsi sia in cellule olfattive che in cellule di sostegno, permettendo così la rigenerazione continua dell’epitelio stesso. Queste cellule hanno un ruolo molto importante considerando il fatto che l’emivita delle cellule olfattive è di poche settimane, solitamente si aggira intorno ai 30-60 giorni. Merita sottolineare che le cellule basali si possono considerare a tutti gli effetti dei neuroblasti, i quali mantengono la capacità di proliferare e di differenziarsi in nuovi neuroni olfattivi durante tutta la vita adulta.

### Cellule di sostegno
Le cellule di sostegno (o sustentacolari) hanno una forma colonnare e attraversano tutto lo spessore dell’epitelio fino a raggiungere la superficie, dove emergono numerosi microvilli. Queste cellule sono paragonate alle cellule gliali, poiché la loro funzione è quella di fornire supporto trofico e meccanico ai vicini neuroni olfattivi. Sono caratterizzate da un nucleo spostato a livello apicale e un citoplasma ricco di mitocondri, reticolo endoplasmatico liscio e corpi residui lisosomiali contenenti lipofuscine, quest’ ultime responsabili del colorito giallastro della mucosa olfattiva. Le cellule di supporto sono inoltre collegate ai prolungamenti dendritici delle cellule olfattive tramite giunzioni di tipo aderente.

### Ghiandole olfattive
Nello spessore dell’epitelio, intercalate tra questi tre tipi cellulari, troviamo anche i dotti delle ghiandole di Bowman, situate al di sotto della membrana basale. Sono ghiandole sierose tubulo-acinose ramificate, che mediante il loro secreto riversato sulla superficie della mucosa olfattiva,  rimuovono i residui di molecole odorose già captate, così da permettere la percezione di nuovi odori.

## Derivazione embriologica
L’epitelio olfattivo inizia il suo sviluppo a livello embrionale, intorno alla 4ª settimana, sotto forma di due placodi olfattivi, che compaiono ai due lati della linea mediana sull’ectoderma di rivestimento del processo frontale, cranialmente alla fessura dello stomodeo. In seguito alla formazione, attorno ai due placodi, dei processi nasali che costituiscono il primordio delle future narici e della parte impari e mediana della mascella, l’ectoderma dei due placodi si ritrova sul fondo primitive cavità nasali. Infine, l’espansione ulteriore delle cavità nasali primitive induce l’ectoderma dei placodi a ruotare di 90°, riposizionandosi a rivestirne la volta. Dall’epitelio ectodermico dei placodi si differenziano i vari tipi cellulari propri dell’epitelio olfattivo, dando luogo a un epitelio cilindrico pseudo-stratificato.
Di particolare rilievo sono le cellule olfattive, che si differenziano anch’esse a questo livello, ed emettono prolungamenti assonici che si dirigono verso il pavimento della vescicola encefalica. Da quest’ultima protende il ventricolo olfattivo, dal quale si origina un ulteriore diverticolo, il bulbo olfattivo, che con il proseguire dello sviluppo, prende contatto con gli assoni delle cellule olfattive, organizzatesi in un fascio nervoso costituente il nervo olfattivo. Intorno all’8ª settimana il mesenchima che separa l’epitelio dal bulbo, si differenzia in cartilagine, che una volta ossificata dà così origine alla lamina cribrosa dell’etmoide, la quale suddivide il fascio di assoni del nervo olfattivo in piccoli fascetti.

## Funzione
La funzione principale dell’epitelio olfattivo è la trasduzione dei segnali odorosi che avviene in corrispondenza dell’apparato molecolare presente nelle stereociglia, le quali sono strutture specializzate proprie delle cellule olfattive. Queste cellule attraversano l’intero spessore della mucosa epiteliale e proiettano la loro porzione apicale ciliata in uno strato di muco che è prodotto dalle ghiandole olfattive e ricopre tutta la superficie dell’epitelio con funzione di idratazione.
Il muco, essendo a diretto contatto con l’aria inspirata, ha anche un importante ruolo nel processo di trasduzione perché utilizza le proteine OBP (Odorant Binding Protein) che, avendo grande affinità per le molecole odorose, le catturano favorendo così il legame tra esse e i recettori olfattivi presenti sulla membrana plasmatica delle stereociglia. Questi, in particolare, sono proteine transmembrana aventi l’estremità amminica sul versante extracellulare, più domini idrofobici che attraversano la membrana dello stereociglio, ed un'estremità carbossi-terminale intracellulare accoppiata alla proteina G. Dal legame tra i recettori e le molecole odorose, la proteina G si attiva con conseguente attivazione dell’enzima adenilato ciclasi, il quale scatena una cascata di eventi dipendenti dal cAMP (cyclic adenosine monophosphate). Uno di questi eventi è il legame tra cAMP e i canali specifici per gli ioni Sodio (Na+) e Calcio (Ca2+), i quali entrano all’interno del ciglio indicendovi un potenziale recettoriale. Nel dettaglio, l’ingresso degli ioni determina una depolarizzazione della membrana plasmatica del ciglio che si propaga come potenziale d’azione per tutta la cellula olfattiva fino all'estremità dell'assione. L'impulso nervoso arriva così al bulbo olfattivo del cervello dove viene proiettato alla corteccia olfattiva.
L’epitelio olfattivo umano ospita circa 350 neuroni olfattivi, ognuno dei quali è in grado di riconoscere diversi odori in modo combinatorio. Infatti, le molecole odorose sono riconosciute da una combinazione specifica di recettori, i quali si attivano contemporaneamente su diverse cellule olfattive. Questo riconoscimento, inoltre, avviene con diversa affinità: ci sono molecole che corrispondono perfettamente al sito di legame, quindi, hanno un’alta affinità per il recettore ed altre che hanno meno affinità e determinano un segnale più debole. Queste caratteristiche dei recettori determinano un’estensione nella capacità di riconoscimento degli innumerevoli odori.

## Patologia
La mucosa olfattiva, vero e proprio organo dell’olfatto, può presentare alcune alterazioni nello svolgimento della sua funzione che sono dette disosmie, queste possono avere origine strutturale o essere sintomo di una patologia.
Un disturbo della sensibilità olfattiva può essere dovuto alla presenza di un ostacolo che impedisce l’ingresso delle sostanze odorose. Il polipo nasale, una tipologia di ostruzione, è un rigonfiamento infiammatorio circoscritto che solitamente si sviluppa nella porzione laterale della parete nasale e può presentarsi monolaterale o bilaterale. La rinite, altro esempio di ostacolo per l’accesso alla cavità nasale, è un’infiammazione della mucosa che si manifesta per varie cause, quali ad es. infezioni o allergie, e comporta abbondante secrezione mucosa e incremento della permeabilità capillare, con edema della mucosa ed ostacolo al fluso aereo.
Altri disturbi sono direttamente correlati all’aumento o alla diminuzione della percezione odorosa. La perdita del senso dell’olfatto, o anosmia, può essere conseguenza di inalazioni di sostanze tossiche o di infezioni fungine tipo la candidosi ed infezioni batteriche come la sinusite e il rinoscleroma. Quest’ultimo si manifesta nel tessuto con ispessimento, superficie irregolare e nodulare dovuti alla presenza di un batterio gram-negativo. La sinusite può essere anche di origine fungina, allergica o neoplasica, da Aspergillus e colpisce in genere soggetti immunodepressi.
L’interruzione delle vie olfattive si può manifestare anche a causa di traumi cranico o di neoplasia come il papilloma squamoso, frequente tumore benigno della cavità nasale. I papillomi schneideriani rappresentano un gruppo di tre tipologie di neoplasia, una di queste è il papilloma invertito che si sviluppa nelle pareti nasali laterali; nonostante siano benigne, alcuni di questi tumori possono portare all’erosione dell’osso sottostante l’epitelio. Il neuroblastoma olfattivo è una neoplasia maligna con aspetto polipoide che si manifesta nell’epitelio olfattivo del setto nasale e può coinvolgere le strutture ad esso contigue come le stesse ossa.

## Approcci chirurgici alle patologie olfattive
Le tecniche chirurgiche che riguardano l’epitelio olfattivo appartengono perlopiù alla branca di chirurgia endoscopica sinusale.
I tumori maligni e i tumori benigni seguono un trattamento terapeutico molto simile. Tra quelli benigni nasosinusali c’è il papilloma invertito, una massa lobulata che insorgendo in modo rapido richiede generalmente la realizzazione di una profonda asportazione o una resezione craniofacciale (metodologia esterna). Per valutare l'approccio terapeutico del papilloma invertito, si esegue una TC del massiccio facciale che rende visibile le irregolarità della massa e una risonanza magnetica che permette di visualizzare la sua estensione. Tra tumori maligni ci sono il carcinoma a cellule squamose e l’adenocarcinoma. In caso di lesione maligna nasosinusale si procede facendo una valutazione dei tessuti nella regione e della sua eventuale espansione tramite una RM con mezzo di contrasto, invece attraverso una TC è possibile visualizzare le strutture ossee; l'eventuale iper-vascolarizzazione della lesione, anch'essa un indice di malignità, si visualizza effettuando un’angiografia e infine una ecografia per controllare la presenza di metastasi. A questo punto è possibile definire un approccio terapeutico chirurgico che prevede, anche in questo caso, l’asportazione della neoplasia sulla base dell’invasione delle zone adiacenti. Tutte le attuali proposte terapeutiche per questi tumori vengono analizzate e confrontate con la resezione craniofacciale di Ketcham (1963), procedura di riferimento nel trattamento dei tumori maligni.
Nelle patologie infiammatorie il trattamento chirurgico viene studiato ed eseguito in base alle loro diverse manifestazioni. Nel caso di poliposi nasosinusale, la scelta terapeutica prevede unicamente il controllo dei sintomi con eventuale terapia chirurgica endoscopica endonasale (CERS) selezionata sulla base del tipo di poliposi e della gravità della sintomatologia, poiché attualmente non è stata definita una patogenesi chiara di questa patologia.